# Goéland siméon
Larus belcheri
Espèce
Statut de conservation UICN

 LC  : Préoccupation mineure
Le Goéland siméon (Larus belcheri) est une espèce d'oiseaux de mer de la famille des Laridae de la côte occidentale de l'Amérique du Sud. Le nom scientifique de l'espèce commémore l'exploration britannique Sir Edward Belcher (1799-1877).

## Description
C'est un laridé de taille moyenne (48 à 52 cm).